# Clatrotitan
Clatrotitan (лат.) — вымерший род титаноптер, обитавших в Австралии в триасовом периоде. Типовой вид — Clatrotitan andersoni, описанный McKeown в 1937 году. Mesotitan tillyardi McKeown, 1937 был переименован в Clatrotitan scullyi Tillyard, 1925 и теперь считается вторым видом рода Clatrotitan. Окаменелости Clatrotitan найдены в карьере Бикон-Хилл (коллекция AM), в древнем озере — мелком сланце в песчаниковой формации Хоксбери в Австралии (Новый Южный Уэльс).

## Описание
Крупные насекомые, у типового вида Clatrotitan andersoni длина надкрылья составляла 13,8. При жизни Gigatitan был хищником, похожим на богомола: его передние лапы тоже увеличены и снабжены шипами для захвата добычи. На крыльях расположены тёмные поперечные полосы. Кроме того, крылья Clatrotitan могли производить вспышки, что возможно только в дневных условиях, и, возможно, использовалось для защиты от хищников. Такие характеристики означают, что Clatrotitan вёл дневной образ жизни. Как и у других титаноптер, на передних крыльях Clatrotitan имеются заметные рифлёные области, которые могли использоваться для стридуляции, но, в отличие от сверчков и кузнечиков, у Gigatitan и самцы, и самки обладали крыльями для стридуляции.

## Классификация
На февраль 2025 род включает 2 вида:
- †Clatrotitan andersoni McKeown, 1937
- †Clatrotitan scullyi Tillyard, 1925